# ラバーズ・コンチェルト (宝塚歌劇)
『ラバーズ・コンチェルト』は宝塚歌劇団によって制作された舞台作品。雪組公演。宝塚・東京の形式名は「ショー」。宝塚・東京は20場。作・演出は村上信夫。併演作品は『華麗なるギャツビー』。

## 公演期間と公演場所
- 1991年8月8日 - 9月17日　宝塚大劇場[1]
- 1991年12月3日 - 12月26日　東京宝塚劇場[2]

- 1992年2月2日 - 2月17日　名古屋・中日劇場[3]

## 解説
※『宝塚歌劇100年史（舞台編）』の宝塚大劇場公演参考。
公演演目を日本語訳すると"恋人たちの協奏曲"である。明るく爽やかに展開する、クラシカルでエレガントなヨーロッパ調のショー作品。モダンダンサーの神雄二が「アルハンブラの幻想」のシーンの振付を担当。

## スタッフ（宝塚・東京）
※氏名の後ろに「宝塚」「東京」の文字がなければ両劇場共通。
- 作曲・編曲：寺田瀧雄[1]・高橋城[1]・西村耕次[1]
- 音楽指揮：岡田良機（宝塚）[1]、伊沢一郎（東京）[2]
- 振付：羽山紀代美[1]・中川久美[1]・家城比呂志[1]・神雄二[5]
- 装置：石濱日出雄[5]
- 衣装：任田幾英[5]
- 照明：勝柴次朗[5]
- 小道具：万波一重[5]
- 効果：市成秀二[5]
- 音響監督：松永浩志[5]
- 演出助手：谷正純[5]・木村信司[5]
- 舞台進行：西原徳充[5]
- 制作：巽善明[5]
- 製作担当：柏原正一（東京）[2]

## 主な配役

### 宝塚・東京
宝塚
- ナビー、アハマド、ジゴロ、歌手、サラマ - 杜けあき[5]
- プロローグの男S、歌手、警備員、青年 - 一路真輝[5]
- プロローグの女S、マドンナ、アルデゴン、パリジャン - 鮎ゆうき[5]
- モーツァルト - 飛鳥裕[5]
- ベートーヴェン、バリジャン - 亜実じゅん[5]
- バッハ、トレドの王 - 古代みず希[5]
- ラムールの女A - 小乙女幸・早原みゆ紀[5]
- ラムールの女A、ニースの娘、歌う娘 - 美月亜優[5]
- 魔術師、ラムールの男、ジャン、踊る男 - 海峡ひろき[5]
- デザイナー、ミレーヌ、歌手、踊る男 - 高嶺ふぶき[5]
- ニースの青年A、ラムールの男、歌手、踊る男 - 轟悠[5]
- ニースの娘、歌う娘、踊る女 - 朝霧舞[5]
- ニースの青年A、ギャルソン、踊る男、歌手 - 香寿たつき[5]
- モデルS、踊る女 - 五峰亜季[5]
- アハマドの影、歌う男 - 有未れお[5]
- 踊る男、歌う男 - 和央ようか[5]
- ふくろう、カンツォーネの女 - 渚あき[5]
- 歌手、プロローグの女S、少女、エトワール - 純名里沙[5]

東京の変更点
- 第11場（B)　歌うパリジャン - 海峡ひろき[2]・高嶺ふぶき[2]・轟悠[2]・香寿たつき[2]

### 名古屋・中日劇場
- 歌う青年、アハマド、ジゴロ、ラムールの女、ラバーズ - 杜けあき[3]
- 歌う娘、アルデゴン、パリジェンヌ、ラバーズ - 紫とも[3]
- 歌手、警備員、イルミナシオン - 一路真輝[3]
- 魔術師、歌うパリジャン、踊る男 - 海峡ひろき[3]
- 歌うパリジャン、ミレーヌ、踊る男 - 高嶺ふぶき[3]
- ニースの青年A、歌うパリジャン、踊る男、歌う男 - 轟悠[3]・香寿たつき[3]